# Teodor Bieliński
Teodor Bieliński herbu Abdank – pisarz ziemski drohicki w latach 1765–1793, konsyliarz ziemi drohickiej w konfederacji targowickiej.